# Alexander McCall Smith

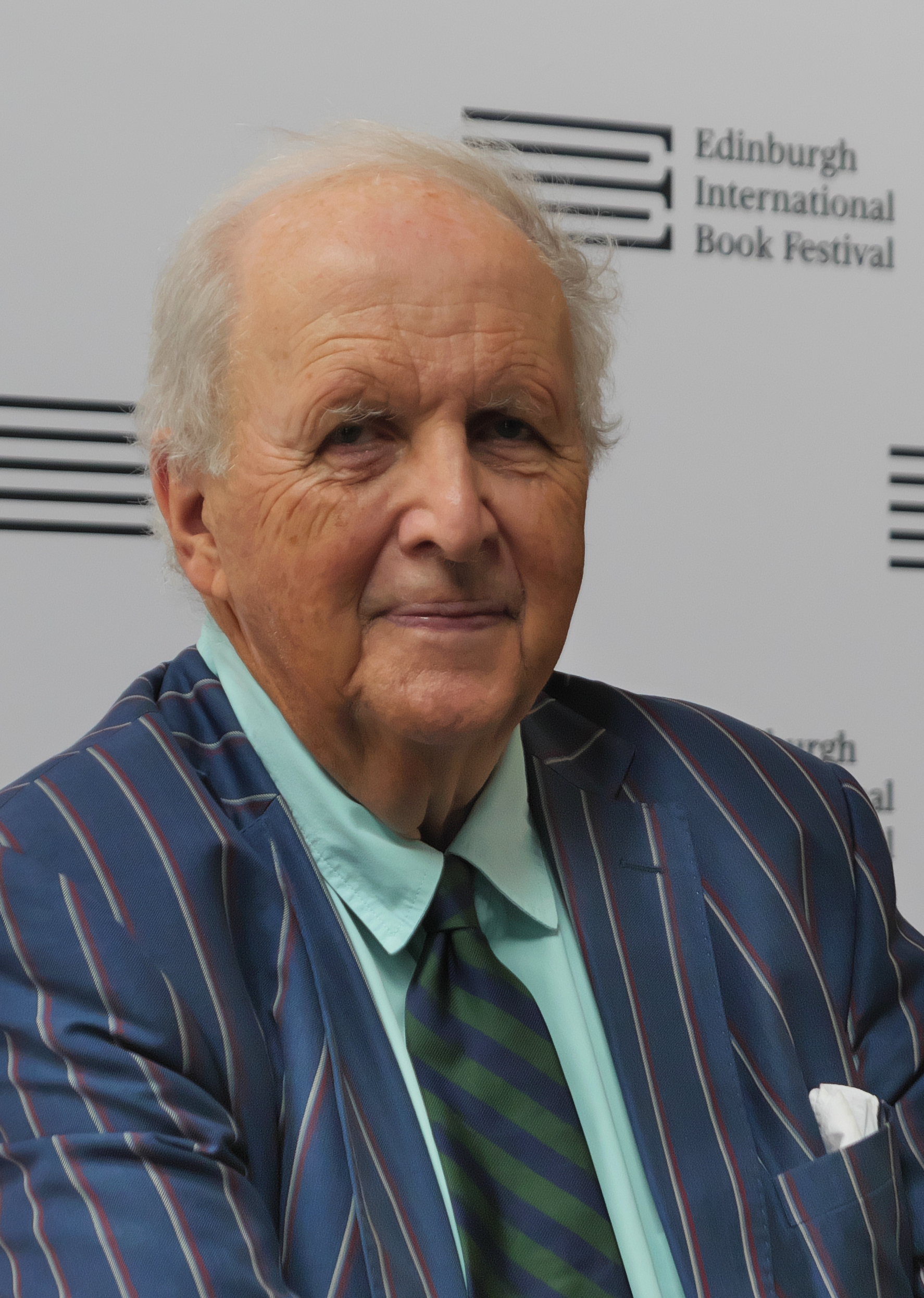
Alexander McCall Smith (2025)

Sir Alexander McCall Smith CBE, (* 24. August 1948 in Bulawayo) ist ein britischer Schriftsteller und Jurist rhodesischer Herkunft. Seine Ausbildung begann in Simbabwe und endete in Schottland. Er wurde an der University of Edinburgh zum Professor der Rechtswissenschaften ernannt. In dieser Rolle kehrte er zurück nach Botswana, wo er half, einen neuen Universitätszweig aufzubauen. 2006 wurde McCall Smith von der Universität Edinburgh zum „Alumnus of the Year“ ernannt. Heute lebt er in Edinburgh.
Sein Roman Ein Krokodil für Mma Ramotswe, englisch The No. 1 Ladies' Detective Agency (1999), wurde von „The Times Literary Supplement“ zu den Büchern des Jahres gewählt und vom „Booker Prize Committee“ empfohlen. Alexander McCall Smith wurde im Jahr 2003 in Großbritannien zum Autor des Jahres gewählt. Seine Romane erscheinen in 42 Ländern.

## Werke (Auswahl)

### Kinderbücher
- The Perfect Hamburger. 1984
- Alix and the Tigers. 1988
- The Tin Dog. 1990
- Calculator Annie. 1991
- The Popcorn Pirates. 1991
- The Doughnut Ring. 1992
- Paddy and the Ratcatcher. 1994
- The Muscle Machine. 1995
- The Bubblegum Tree. 1996
- Bursting Balloons Mystery. 1997
- The Five Lost Aunts of Harriet Bean. 1997
- Chocolate Money Mystery. 1999
- Teacher Trouble. 2000

### Romane

#### Verschiedene
- Portuguese Irregular Verbs. 1997
- The Finer Points of Sausage Dogs, 2003.
- At the Villa of Reduced Circumstances, 2003.
- Die verschmähten Schriften des Professor von Igelfeld. Blessing, München 2007, ISBN 978-3-89667-268-1; englisch: The 2½ Pillars of Wisdom, 2004 (Zusammenverlag der drei voranstehend genannten Romane)
- In Edinburgh ist Mord verboten. Blessing, München 2004, ISBN 3-89667-263-0; englisch: The Sunday Philosophers' Club, 2004.
- Das Herz des fremden Toten. Blessing, München 2006, ISBN 3-89667-264-9; englisch: Friends, Lovers, Chocolate, 2005.
- Schottische Katzen kennen den Weg. Heyne, München 2008, ISBN 978-3-453-43464-6 (dt. Übers. von Thomas Stegers); englisch: The Right Attitude to Rain, 2006.
- Fatty O’Leary’s Dinner Party, 2014.

#### The No. 1 Ladies’ Detective Agency
- Ein Krokodil für Mma Ramotswe (dt. Üb. von Gerda Bean, 2003 auch erschienen unter dem Titel Dunkler Zauber. Mma Ramotswe und ihr erster Fall),  englisch: The No. 1 Ladies' Detective Agency 1999
- Ein Gentleman für Mma Ramotswe, englisch: Tears Of The Giraffe. 2000
- Ein Koch für Mma Ramotswe, englisch: Morality for Beautiful Girls. 2001
- Keine Konkurrenz für Mma Ramotswe, englisch: The Kalahari Typing School for Men. 2002
- Ein Fallschirm für Mma Ramotswe, englisch: The Full Cupboard of Life / The Night-Time Dancer. 2004
- Ein Kürbis für Mma Ramotswe (dt. Üb. von Michael Kubiak), englisch: In the Company of Cheerful Ladies. 2004
- Blaue Schuhe für eine Kobra (dt. Üb. von Verena Kilchling), englisch: Blue Shoes and Happiness. 2007
- Der Gecko und das Unglücksbett (auch erschienen unter dem Titel Mma Ramotswe und das verhängnisvolle Bett), englisch: The Good Husband of Zebra Drive. 2007
- Mma Ramotswe und der verschollene Bruder (dt. Üb. von Verena Kilchling), englisch: The Miracle at Speedy Motors. 2008
- Übles Spiel mit Mma Ramotswe (dt. Üb. von Verena Kilchling), englisch: Tea Time for the Traditionally Built. 2009
- Schweres Erbe für Mma Ramotswe (dt. Üb. von Verena Kilchling), englisch: The Double Comfort Safari Club. 2010
- The Saturday Big Tent Wedding Party. 2011
- The Limpopo Academy of Private Detection. 2012
- The Minor Adjustment Beauty Salon. 2013
- The Handsome Man's De Luxe Café. 2014
- The Woman Who Walked in Sunshine. 2015
- Precious and Grace. 2016
- The House of Unexpected Sisters. 2017
- The Colours of All the Cattle. 2018
- To the Land of Long Lost Friends. 2019
- How to Raise an Elephant. 2020
- The Joy and Light Bus Company. 2021
- A Song of Comfortable Chairs. 2022
- From a Far and Lovely Country. 2023

#### 44 Scotland Street
- 44 Scotland Street, englisch: 44 Scotland Street. 2005
- Hausgeflüster – Neues aus der 44 Scotland Street, englisch: Espresso Tales. 2006
- Gute Nachbarn in der 44 Scotland Street, englisch: Love over Scotland. 2007
- Tür an Tür in der 44 Scotland Street. Heyne, München 2011, ISBN 978-3-453-40702-2, englisch: The World According To Bertie, Polygon, 2007.
- The Unbearable Lightness of Scones. 2008
- The Importance of Being Seven. 2010
- Bertie Plays The Blues. 2011
- Sunshine on Scotland Street. 2012
- Bertie's Guide to Life and Mothers. 2013
- The Revolving Door of Life. 2015
- The Bertie Project. 2016
- A Time of Love and Tartan. 2017

### Verschiedenes
- Children of Wax: African Folk Tales. 1991
- Heavenly Date: And Other Flirtations. 1995
- Das Mädchen, das einen Löwen heiratete, ISBN 978-3-404-15430-2, englisch: The Girl Who Married a Lion: And Other Tales from Africa. 2004

### Wissenschaftliche Bücher
- The Criminal Law of Botswana. 1992 (Koautor)
- Errors, Medicine and the Law. 1992, (Koautor)
- Changing People: The Law and Ethics of Behavior Modification. 1994
- Health Resources and the Law. 1994
- Forensic Aspects of Sleep. 1997

## Auszeichnungen
- 2004: British Book Award als Autor des Jahres
- 2015: Bollinger Everyman Wodehouse Prize für Fatty O’Leary’s Dinner Party